# Реготун Олег Петрович
Оле́г Петро́вич Реготу́н (10 вересня 1976 — 6 серпня 2014) — старший прапорщик Збройних сил України, учасник російсько-української війни.

## Короткий життєпис
Народився 1976 року в селі Підгородне (Бердичівський район, Житомирська область; за іншими даними — в Бердичеві). Закінчив 1991 року 9 клісів бердичівської ЗОШ № 8; 1994-го — бердичівське РТУ № 3. 1994 року призваний на строкову військову службу, проходив у Могилів-Подільському районі Вінницької області. У 1996 році закінчив 343-тю школу прапорщиків при Прикарпатському військовому окрузі. Проживав в Ужгороді. У
```
листопаді 2002 року отримав звання старшого прапорщика. Головний сержант взводу, 
15-й окремий гірсько-піхотний батальйон
.
```

З 19 травня 2014 року брав участь у боях на сході України. Загинув у бою за аеропорт Луганська пізно увечері 6 серпня 2014 року, того ж дня загинув капітан 15-го батальйону Роман Наглюк і старший прапорщик Сергій Коренівський.
Залишилися мама Любов Реготун, батько, дружина, двоє дітей — син Тарас 2006 р. н. та донька Анастасія 2011 р. н., дві сестри.
Похований 9 серпня 2014 року в селі Підгородне Бердичівського району.

## Нагороди та вшанування
- 15 травня 2015 року — за особисту мужність і героїзм, виявлені у захисті державного суверенітету та територіальної цілісності України, вірність військовій присязі під час російсько-української війни, відзначений — нагороджений орденом «За мужність» III ступеня (посмертно).
- нагрудний знак «За оборону Луганського аеропорту» (посмертно).
- На стіні ЗОШ № 8 у Бердичеві, де навчався Олег Реготун, встановлено пам'ятну дошку.
- 19 вересня 2014 року присвоєно звання «Почесний громадянин міста Ужгорода» (посмертно).)[1]
- відзнака Президента України «За участь в антитерористичній операції» (посмертно).
- у Бердичеві існує вулиця Олега Реготуна[2]